# Novatek
OAO Novatek (del ruso: ОАО «НОВАТЭК») es el mayor productor independiente de gas natural de Rusia, y el segundo mayor productor de gas natural del país por detrás de la empresa de control estatal Gazprom. La compañía era originalmente conocida como OAO FIK Novafininvest. Novatek está basada en el Distrito Autónomo de Yamalia-Nenetsia en el Oeste de Siberia, y mantiene oficinas comerciales en Moscú.
Los mayores accionistas de Novate son Volga Resources, el fondo con base en Luxemburgo controlado por el empresario petrolero Guennadi Timchenko, con el 20,77% de las acciones y Gazprom con el 10%. Una participación del 9,4% es propiedad de Gazprombank, mientras que el CEO de Novatek Leonid Míjelson y Guennadi Timchenko tienen una opción de comprar esta participación. Total S.A. ha firmado un memorándum de entendimiento para adquirir el 12,08% por un coste de $4.000 millones, con una opción de aumentar esta participación al 19,4%.

## Operaciones
El mayor campo de gas propiedad de Novatek es el campo de Yurkharovskoye. El 27 de mayo de 2009, Novatek compró un 51% de participación en Yamal LNG de Volga Resources, que controla en gigante campo de Sur-Tambeyskoye. El 2 de julio de 2010, Novatek compró Tambeyneftegas, que mantiene una licencia en el campo ártico de Malo-Yamalskoye, localizado en la península de Yamal y que dispone de 161.000 millones de metros cúbicos de gas natural y 14,4 millones de toneladas de gas condensado.  Novatek y Gazprom planean construir una planta de gas natural licuado en el Distrito Autónomo de Yamalia-Nenetsia. El tercer socio es Total S.A. con el 20% de participación. Conjuntamente con Total S.A., Novatek está desarrollando el campo de Termokarstovoye en Yamal.
En diciembre de 2010, Novatek compró el 51% de participación en Sibneftegaz de Gazprombank (Itera) posee el 49% de las acciones).  Sibneftegaz tiene licencias para la exploración y producción en la región de Yamalia-Nenetsia, incluidas para los campos de Beregovoye, Pyreinoye, Zapadno-Zapolyarnoye y una licencia para la región de Khadyryakhinskiy.  Sibneftegaz posee derechos para desarrollar campos de petróleo y gas condensado con unos recursos totales de 395,53 bcm de gas natural y 8,44 millones de toneladas de gas condensado.
En 2011, Novatek recibió licencias para desarrollar los campos de Geofizichenskoye, Salmanovskoye, Severo-Obskoye y Vostochno-Tambeiskoye.
Además, Novatek ha adquirido las siguientes compañías:
- SNP Nova - Construcción de oleoductos
- Purneftegasgeologiya - Gas natural
- Tarkosaleneftegas - Gas natural
- Khancheyneftegas - Gas natural
- Yurkharovneftegas - Gas natural